# 아이오타 (루이지애나주)

아이오타(Iota)는 미국 루이지애나주 아카디아패리시의 도시이다. 2010년 인구 조사에 따르면 인구 수는 총 1,500명이다. 이 지역의 이전 이름으로는 Pointe Aux Loups, Cartville, Hodge town 등이 있다.

## 지리
아이오타의 위치는 북위 30° 19′ 43″ 서경 92° 29′ 35″ / 북위 30.32861°  서경 92.49306°  (30.328500, -92.493123)이다.

## 인구
| 인구조사              | 인구  | Note  | %±    |
| --------------------- | ----- | ----- | ----- |
| 1910년                | 769   |       | —     |
| 1920년                | 802   |       | 4.3%  |
| 1930년                | 827   |       | 3.1%  |
| 1940년                | 1,000 |       | 20.9% |
| 1950년                | 1,162 |       | 16.2% |
| 1960년                | 1,245 |       | 7.1%  |
| 1970년                | 1,271 |       | 2.1%  |
| 1980년                | 1,326 |       | 4.3%  |
| 1990년                | 1,256 |       | −5.3% |
| 2000년                | 1,376 |       | 9.6%  |
| 2010년                | 1,500 |       | 9.0%  |
| 2018 (추산)           | 1,449 | [ 3 ] | −3.4% |
| U.S. Decennial Census |       |       |       |

## 교육
아카디아 패리시 스쿨 보드는 아이오타 고등학교를 운영한다. 세인트 프랜시스 가톨릭 스쿨 또한 이 구역에 위치해 있다.